# Sin Saimdang
Det här är en artikel om en person med koreanskt personnamn; Sin är familjenamnet.
Sin Saimdang, (Hangul: 사임당 신씨; Hanja: 申師任堂), född 29 oktober 1504 i Gangneung, död 17 maj 1551 i P'yŏngan, var en koreansk konstnär. Hon var verksam som kalligraf, författare och poet. Hon var mor till den konfucianske filosofen Yi I. Sin Saimdang var vid sidan av Heo Nanseolheon en av ytterst få kvinnor i det konfucianska Korea som uppnådde någon form av berömmelse som konstnär i sin samtid, när de konfucianska idealen sade att kvinnan helst inte skulle märkas. Hon var trots detta vida beundrad som ett konfucianskt kvinnoideal. 
Nedslagskratern Samintang på planeten Venus är uppkallad efter henne.